# Blendworth
Blendworth – wieś w Anglii, w hrabstwie Hampshire, w dystrykcie East Hampshire. Leży 32 km na południowy wschód od miasta Winchester i 89 km na południowy zachód od Londynu.